# Académie de Castres
L'académie de Castres est une ancienne académie culturelle, littéraire et scientifique de la ville de Castres en France. Elle a fonctionné au milieu du XVIIe siècle, de 1648 à 1679.

## Historique
En 1576, la signature de l'Édit de Beaulieu accorde la liberté de culte aux protestants, puis à son tour en 1598 l’Édit de Nantes. Pour assurer cette liberté, le parlement de Toulouse crée la chambre de l'édit à Castres. Le lieu d'implantation est choisi en raison de la présence d'une communauté protestante importante autour de Castres. Cette instance va siéger de 1594 jusqu'en 1670, date de son transfert à Castelnaudary jusqu'à sa suppression en raison du changement de politique voulu par Louis XIV en 1679. Des magistrats et avocats fréquentent la ville aux côtés des érudits locaux : médecins, notaires, bourgeois... 
Cette classe dirigeante lettrée décide la création d'une académie littéraire et scientifique en 1648. À majorité largement protestante, cette assemblée permet la lecture de textes des habitants de la ville et la correspondance avec d'autres académies. Elle a été dissoute en 1670, en même temps que la chambre de l'édit de Nantes. Pierre de Fermat, magistrat et mathématicien toulousain, n'a pas appartenu à l'académie, mais a participé à ses travaux.

## Membres connus
Parmi les 47 membres de cette académie, quelques-uns sont connus, dans cette liste non exhaustive.
- Samuel Isarn, poète ;
- Pierre Borel, médecin, botaniste et érudit ;
- Paul Pellisson, homme de lettres ;
- Pierre Saporta, petit-neveu d'Antoine de Saporta, docteur et avocat ;